# ماریا فرانزیسکا وان ترپ
ماریا فرانزیسکا وان ترپ (انگلیسی: Maria Franziska von Trapp؛ ۲۸ سپتامبر ۱۹۱۴ – ۱۸ فوریهٔ ۲۰۱۴) یک خواننده اهل ایالات متحده آمریکا بوده است.